# Porttipahta bassäng
Porttipahta bassäng (på finska Porttipahdan tekojärvi) är en konstgjord sjö i Finland. Den ligger i kommunen Sodankylä i landskapet Lappland, i den norra delen av landet, 900 km norr om huvudstaden Helsingfors. Porttipahta bassäng ligger 242,3 meter över havet. Den är 30 meter djup. Arean är 148,6 kvadratkilometer och strandlinjen är 335,59 kilometer lång. Sjön  ingår i Kemi älvs huvudavrinningsområde. 
Porttipahta bassäng ligger i ett område där det tidigare mest var myrmarker. Lokalbefolkningen, varav flera var samer, tvingades flytta. Beslutet att bygga vattenmagasinet fattades 1968 och arbetet avslutades 1971. Sedan 1981 mottar magasinet också vatten från den i öster belägna Lokka bassäng, som också byggdes på 1960-talet, via en kanal förbi Vuotso. Magasinet avvattnas till vattendraget Kitinen där det finns sex kraftstationer.